# تيانا
بلدية تيانا (بالكاتالانية: Tiana) هي إحدى بلديات مقاطعة برشلونة، والتي تقع في منطقة كاتالونيا، شرق إسبانيا.
يبلغ عدد سكانها 7.417 نسمة وفقاً لإحصائية سنة (2007).